# Heinrich Riso
Heinrich Riso (Lipcse, 1882. június 30. – 1952) német nemzetközi labdarúgó-játékvezető.

## Pályafutása
A Német labdarúgó-szövetség Játékvezető Bizottsága (JB) 1908-ban terjesztette fel nemzetközi játékvezetőnek, a Nemzetközi Labdarúgó-szövetség (FIFA) bíróinak keretébe. Több nemzetek közötti válogatott és klubmérkőzést vezetett. Az aktív nemzetközi játékvezetéstől 1909-ben búcsúzott.

## Statisztika

### Nemzetközi válogatott mérkőzése
| #  | Dátum             | Helyszín                   | Hazai        | Eredmény | Vendég   | Kiírás     | Gólok | Esemény |
| -- | ----------------- | -------------------------- | ------------ | -------- | -------- | ---------- | ----- | ------- |
| 1. | 1908. november 1. | Budapest, Millenáris-pálya | Magyarország | 5 – 3    | Ausztria | barátságos | -     |         |
|    | Összesen          |                            |              | 1        | mérkőzés |            |       |         |

## Külső hivatkozások
- Konstantin Riso. World Referee. (Hozzáférés: 2012. március 28.)[halott link]
- Konstantin Riso. footballzz.com. (Hozzáférés: 2012. március 28.)
- Heinrich Riso. eu-football.info. (Hozzáférés: 2012. március 28.)

1. ↑  transfermarkt.com. transfermarkt.com . (Hozzáférés: 2017. október 9.)